# Longhuberget
Longhuberget (龙虎山; Lónghǔshān)  'drak-tiger-berget'  , är ett berg i Jiangxi-provinsen i Kina.
Longhuberget, som är en viktigt centrum för daoism-kulturen,  är beläget ca 20 km söder om Yingtan. Longhubergets utseende är typiskt för danxia-landskap. I berget finns exempel på hängande kistor (悬棺) från Yuefolket.
Longhuberget är seadan 2010 listat av Unesco som en del i världsarvet Kinas Danxia.